# Años 1560 a. C.
La década de los años 1560 a. C. comenzó el 1 de enero de 1569 a. C. y terminó el 31 de diciembre de 1560 a. C. Corresponde al siglo XVI a. C.